# Heidekraut-Wühlmäuse
Die Heidekraut-Wühlmäuse (Phenacomys) sind eine Gattung aus der Unterfamilie der Wühlmäuse (Arvicolinae) mit zwei Arten, die in Nordamerika vorkommen.

## Merkmale
Im allgemeinen Körperbau ähneln die Arten anderen Wühlmäusen wie Feldmäusen (Microtus) oder Rötelmäusen (Myodes). Sie erreichen eine Kopf-Rumpf-Länge von 9 bis 12 cm und eine Schwanzlänge von 2,6 bis 4,1 cm. Das Gewicht liegt zwischen 25 und 40 g. Die Grundfarben des Fells sind graubraun auf der Oberseite und silbergrau an der Unterseite. Es gibt jedoch große Variationen zwischen den einzelnen Exemplaren. Die Backenzähne der Heidekraut-Wühlmäuse besitzen eine Zahnwurzel, womit sie sich von Feldmäusen unterscheiden. Ein wichtiges Unterscheidungsmerkmal zu den Rötelmäusen ist die abweichende Konstruktion der Zahnkrone der unteren Mahlzähne.

## Lebensweise
Wie der Name andeutet halten sich diese Wühlmäuse vorwiegend in offenen Habitaten mit Heidekrautgewächsen und vereinzelten Bäumen oder Büschen auf. Sie kommen auch auf Wiesen und in der alpinen Tundra vor.
Heidekraut-Wühlmäuse graben im Sommer Tunnelsysteme, die zu einer Wohnkammer in 10 bis 25 cm Tiefe führen. Vor dem Winter bauen sie oberirdische Nester aus Zweigen, Gras und Flechten, die dann vom Schnee bedeckt sind. Diese Wühlmäuse halten keinen Winterschlaf.
Als Nahrung dienen unterschiedliche Pflanzenteile wie Samen, Beeren, Kräuter, Rinde oder junge Triebe. Die Fortpflanzung erfolgt zwischen Mai und August, wobei Weibchen mehr als einen Wurf pro Jahr aufziehen können. Nach 19 bis 24 Tagen Trächtigkeit werden 2 bis 8 Junge geboren. Diese sind von Geburt bis etwa zu Beginn der zweiten Lebenswoche blind. Schon nach 17 bis 21 Tagen endet die Säuglingszeit. Weibchen erreichen die Geschlechtsreife nach vier bis sechs Wochen, wogegen sich Männchen nicht vor dem ersten Winter paaren.

## Taxonomie
In den verschieden zoologischen Abhandlungen wurden die Heidekraut-Wühlmäuse zu einer Art zusammengefasst oder in bis zu drei Arten aufgeteilt. Die wissenschaftliche Erstbeschreibung erfolgte 1889 durch Clinton Hart Merriam, der dieser Gattung vier ebenfalls neu beschriebene Arten zuordnete.
In neueren Werken wie Mammal Species of the World (2005) und bei der Weltnaturschutzunion (IUCN) sind zwei Arten gelistet:
- Die Westliche Heidekraut-Wühlmaus (Phenacomys intermedius) lebt in den Rocky Mountains und anderen Gebirgen im Westen der USA und Kanadas.
- Die Östliche Heidekraut-Wühlmaus (Phenacomys ungava) kommt in Kanada südlich der Arktis vor und hält sich dort hauptsächlich im Flachland und im Hügelland auf.

## Status
Für Heidekraut-Wühlmäuse sind keine nennenswerten Beeinträchtigungen bekannt. Beide Arten werden von der IUCN als nicht gefährdet (Least Concern) gelistet.